# ایست دنیس (ماساچوست)
ایست دنیس (به انگلیسی: East Dennis) یک منطقهٔ مسکونی در ایالات متحده آمریکا است که در شهرستان برنستبل، ماساچوست واقع شده‌است. ایست دنیس ۱۲٫۸ کیلومتر مربع مساحت و ۲٬۷۵۳ نفر جمعیت دارد و ۸ متر بالاتر از سطح دریا واقع شده‌است.